# Sure Things
Sure Things è il quinto album di Little Willie John, pubblicato dalla King Records nel 1961.

## Tracce
Lato A
1. Sleep – 2:58 (Earl Liebig) – Registrato l'8 luglio 1960 a Cincinnati, Ohio
2. A Cottage for Sale – 2:57 (Larry Conley, Willard Robison) – Registrato il 23 dicembre 1959 a Cincinnati, Ohio
3. There's a Difference – 2:28 (Stevenson, Hall, Williams) – Registrato l'8 luglio 1960 a Cincinnati, Ohio
4. I'm Sorry – 1:47 (Sonny Thompson) – Registrato l'8 luglio 1960 a Cincinnati, Ohio
5. My Love Is – 2:14 (Billy Myles) – Registrato il 23 dicembre 1959 a Cincinnati, Ohio
6. I Like to See My Baby (Hank Ballard & Little Willie John) – 1:52 (Darlynn John, Mertis John, Hank Ballard) – Registrato il 25 ottobre 1960 a Cincinnati, Ohio

Durata totale: 14:16
Lato B
1. Walk Slow – 1:56 (Willie John, Darlynn John) – Registrato l'8 luglio 1960 a Cincinnati, Ohio
2. The Very Thought of You – 2:25 (Ray Noble) – Registrato l'8 luglio 1960 a Cincinnati, Ohio
3. Heartbreak (It's Hurtin' Me) – 2:56 (Thomas Hoyles) – Registrato il 30 maggio 1960 a Cincinnati, Ohio
4. Loving Care – 2:17 (Rose Marie McCoy) – Registrato il 23 dicembre 1959 a Cincinnati, Ohio
5. You Hurt Me – 3:02 (Darlynn John, Mertis John) – Registrato il 25 ottobre 1960 a Cincinnati, Ohio
6. I'm Shakin' – 2:26 (Rudy Toombs) – Registrato il 23 dicembre 1959 a Cincinnati, Ohio

Durata totale: 15:02

## Musicisti
Sleep, There's a Difference, I'm Sorry, Walk Slow e The Very Thought of You
- Little Willie John - voce
- Fred Jordan - chitarra
- Jimmy Palmer - pianoforte
- William Willis - contrabbasso
- Philip Paul - batteria

A Cottage for Sale, My Love Is, Loving Care e I'm Shakin'
- Little Willie John - voce
- Sconosciuto - sassofono
- John Faire - chitarra
- Sonny Thompson - pianoforte
- Edwyn Conley - contrabbasso
- Philip Paul - batteria
- Sconosciuti - strumenti ad arco
- Sconosciuti - cori

I Like to See My Baby
- Little Willie John - voce
- Hank Ballard - voce
- Altri musicisti sconosciuti

You Hurt Me
- Little Willie John - voce
- Altri musicisti sconosciuti

Heartbreak (It's Hurtin' Me)
- Little Willie John - voce
- Altri musicisti sconosciuti[1]